# Polityka zagraniczna USA wobec Europy
Polityka zagraniczna Stanów Zjednoczonych wobec Europy – polityka zagraniczna prowadzona przez władze USA wobec Europy.

## Izolacjonizm
Na politykę izolacjonizmu od Europy wpływ miało wiele czynników. Oprócz położenia geograficznego i niekorzystnych m.in. dla Anglików zdarzeń z przeszłości, ważne były pobudki psychologiczne. Europejscy uchodźcy osiedlali się na Nowej Ziemi w poszukiwaniu lepszego bytu. Chcieli zapomnieć o swym dawnym życiu i rozpocząć wszystko na nowo. Stary Kontynent w ich oczach stał się okropną przeszłością, od której udało im się uciec. Po Rewolucji Francuskiej i Erze Napoleona w XIX w. Europa stała się lądem skłóconym i odbiegała od wizji idealistycznego świata, którą wokół Ameryki roztaczali Ojcowie Założyciele. Do izolacjonizmu nawoływał również pierwszy prezydent USA. George Washington w orędziu do narodu z 1796 r. powiedział: „Fundamentalną zasadą naszego postępowania wobec narodów cudzoziemskich winno być rozszerzenie z nimi stosunków handlowych, a ograniczenie do minimum związków politycznych (…). Główne interesy krajów europejskich nie mają żadnego związku z naszymi lub związek ten jest bardzo odległy. Stąd też Europa pogrąża się nieustannie w spory całkowicie obce naszym sprawom. Dlatego świadczyłoby to o braku wszelkiej mądrości z naszej strony, gdybyśmy wplątali się, wstępując w sztuczne związki, w kapryśne zawsze losy polityków europejskich i ich rozliczne sojusze i spory. Odległe położenie naszego kraju zachęca do przyjęcia odmiennego kursu politycznego”.
Mimo iż USA stało się jednym państwem, więzi między stanami, wchodzącymi w jej skład, nie były zbyt zacieśnione. Nie pomagały temu również cła wewnętrzne. Za zniesieniem ceł wewnętrznych opowiadał się jeden z Ojców Założycieli, Alexander Hamilton: „Ameryka musi być jednym wolnym rynkiem, a nie trzynastoma rynkami zbytu”. Zniesiono więc cła i utworzono Rząd krajowy, który miał zapewnić wolny handel między stanami. Miał on być finansowany z ceł na przedmioty importowane. Dochód z opłat dla zagranicznych kupców miano również przeznaczyć na budowę stolicy, dróg, utworzenia armii i marynarki wojennej. Utworzono Krajową Strefę Wolnego Handlu, z której korzystali wszyscy Amerykanie. Celem strategicznym tego posunięcia miało być zachęcenie ludzi do zakładania fabryk w Stanach Zjednoczonych, uniezależnienie się od Europy i stworzenie więzi handlowych między Amerykanami. Wprowadzenie ceł na zagraniczne towary, dawało możliwość zredukowania podatku na dobra wytwarzane w Ameryce. Był to sposób na zapewnienie Amerykanom przewagi. W późniejszych latach powstało wiele ustaw chroniących Strefę Wolnego Handlu m.in. Ustawa o Cle z 1789 r. lub Ustawa o Cle z 1816 r., podpisana przez ówczesnego prezydenta, James Madisona, w odpowiedzi na brytyjski dumping. W 1828 r. został uchwalony „Tariff of Abomination”. Był to 62% podatek na towary spoza Stanów Zjednoczonych. Podatek ten stał się powodem skłócenia Ameryki. Cła zwiększyły ceny importowanych towarów, co nie odpowiadało stanom południowym, które sprzedawały bawełnę brytyjskim producentom. Dochody z cła, które płaciło Południe, wędrowały na Północ. Południe uznało to za próbę wzbogacenia się przemysłowej Północy, kosztem rolniczego Południa. Przed rokiem 1832 Karolina Południowa, pod kierownictwem wiceprezydenta Calhouna, zagroziła secesją. Udało się jednak uniknąć wojny domowej, a cła pozostały. Opowiadało się za nimi wiele polityków m.in. prezydent Abraham Lincoln: „Dajcie nam cła ochronne, a będziemy mieli najwspanialszy kraj na świecie”. Aby ochronić strefę wpływów amerykańskich przed Europą, w 1823 r. wprowadzono doktrynę Monroego. W latach 1870–1913 USA utrzymywało ponad czterdziestoprocentowy wzrost gospodarczy. Produkcja przemysłowa zwiększyła się o 5%.

## I wojna światowa
„Choć bycie wielką Potęgą oznacza możliwość toczenia Wielkiej Wojny, jedynym sposobem, aby ową Potęgą pozostać, jest nieprzystępowanie do jej prowadzenia”. Ameryka doskonale o tym wiedziała, a jej położenie geograficzne było w tej sytuacji korzystne. Dlatego w sierpniu 1914 r. Stany Zjednoczone ogłosiły swoją neutralność. Ówczesny prezydent USA, Woodrow Wilson tak wypowiadał się o wojnie: „Jest to ostatnia manifestacja europejskiego chaosu, bezlitosnych ambicji, polityki mocarstwowej, które zawsze plamiły historię Starego Świata”, wojnę nazywał również konfliktem „z którym nic nas nie łączy, którego przyczyny i skutki nas nie dotyczą”. Status neutralności był nie tylko wymuszony tradycyjnym stosunkiem USA do Europy, ale również przyniósł wiele korzyści Stanom Zjednoczonym. Potrzebujące kraje Europy musiały nabywać produkty amerykańskie. Zwiększył się eksport, a szczególnie skorzystały zakłady produkujące materiały wybuchowe. W 1914 r. wartość amerykańskiego eksportu wynosiła 2,364 mld dolarów, a w 1917 r. już 6,290 mld dolarów. Wartość sprzedanych materiałów wybuchowych w 1914 r. to 6 mln dolarów, natomiast w 1916 r. 467 mln dolarów. Wartość eksportu zboża w 1913 r. – 89 mln dolarów, a w 1915 r. – 333 mln dolarów. Zasoby w amerykańskich bankach w 1916 r. przewyższyły łączne aktywa wszystkich banków finansowych potęg europejskich. Stany Zjednoczone stały się bardziej samowystarczalne. Amerykańskie inwestycje za granicą wynosiły zaledwie 5 mld dolarów. Jest to 10-krotnie mniej niż brytyjskie inwestycje, 6-krotnie mniej niż francuskie i 5-krotnie mniej niż niemieckie.
W trakcie I wojny światowej wysyłano również pomoc militarną. Kierowano ją głównie do państw Ententy, choć nie omijała Niemiec i jej sojuszników. Ważną zasługę miała tutaj propaganda brytyjska. Stawiała ona na powiązania kulturowe i językowe Anglosasów. Francja również cieszyła się sympatią ze strony Ameryki, ze względu na swoją rozwiniętą kulturę.
Taktyka neutralności dawała USA możliwość odegrania roli arbitra, który zaprowadzi pokój, godząc wrogów i ustanowi nowy porządek w Europie. Bardzo pasowało to W. Wilsonowi, który uważał, iż „Stany są narzędziem opatrzności w procesie rozwoju świata”. Twierdził również, że: „Społeczność amerykańska ma do spełnienia specjalną rolę, niejako misję historyczną, wynikającą z faktu, że USA stanowi wyjątek na świecie, kraj wolności, którego powodzenie zależy zarówno od pozycji materialnej, jak i siły wewnętrznej”. Silny egocentryzm W. Wilsona, przejawiający się tym, iż uważał, że spełnia boskie posłannictwo, wpłynął na charakterystyczną filozofię polityczną początku XX w. U podstaw wilsonowskiego idealizmu leżały zasady religijne, czyli podporządkowywanie dążeń wyższym celom – moralnym, etycznym. W. Wilson obiecywał New Freedom, politykę przyjaźni opartą na altruizmie, dobrej woli i uczciwości. W rzeczywistości jednak moralne oddziaływanie Stanów Zjednoczonych łączyło się z wolą uzyskania dominacji politycznej na świecie. Myśl o „Ameryce Odkupicielce” pojawiła się już przed wojną w lipcu 1914 r. podczas wypowiedzi W. Wilsona: „Czy istnieje jakiś naród, ku któremu zwracają się oczy wszystkich w oczekiwaniu natychmiastowej aprobaty ze strony całego społeczeństwa, kiedy ludzie w jakimkolwiek punktu globu walczą o swe prawa? Nie wiem, czy kiedykolwiek powstanie nowa deklaracja niepodległości oraz rejestr krzywd ludzkich, ale wierzę, że gdyby taki dokument powstał to zostałby sformułowany w duchu Amerykańskiej Deklaracji o Niepodległość”. Jeszcze przed wojną w maju 1914 r., polityk wspierający Woodrowa Wilsona, Edward M. House wyjechał do Europy, aby zapoznać się z rozwojem sytuacji europejskiej. To za jego namową W. Wilson zwrócił większą uwagę na politykę zagraniczną, która przed wybuchem wojny stanowiła mniejszy obszar zainteresowania Białego Domu. Propozycje nowych układów i programy pokojowe zaczęły stanowić chętnie podejmowany temat. Za podstawową przyczynę konfliktów zbrojnych uważano istnienie potężnej floty i silnej armii. Pomysł ograniczenia zbrojeń pojawił się w projekcie E. House’a. W 1915 r. stworzono projekty Paktu Panamerykańskiego, który wprowadzał embargo na broń i ekspedycje zbrojne. Zakładano, że projekty zostaną przyjęte w Europie. Stolice europejskie uznały je jednak za byt nierealne i naiwne.
W 1917 r. perspektywa, nie tylko zerwania stosunków dyplomatycznych, ale nawet wojny z Niemcami, stawała się coraz bardziej wyraźna. Zmieniłoby to całkowicie pokojowy program USA. Wiele przyczyn zadecydowało o czynnym udziale Stanów Zjednoczonych w I Wojnie Światowej. Jednym z nich były interesy finansowe. Pomimo formalnej neutralności, państwa Ententy były faworyzowane przez Amerykę. Świadczą o tym liczne pożyczki i kredyty kierowane głównie do Francji i Wielkiej Brytanii. Od 1914 r. do 1917 r. łączna suma amerykańskich pożyczek udzielonych państwom alianckim wynosiła 1,929 mld dolarów. Głównym bankiem państw Ententy była nowojorska firma „J.P. Morgan& Company”. Zamówienia, kredyty i pożyczki, jakie zaciągano lub składano w Stanach Zjednoczonych, nie tylko umacniały więzi gospodarcze, ale zmuszały stronę amerykańską do zadbania o to, by jej klient pozostał wypłacalny po wojnie. Dodatkowo w Ameryce nasiliły się nastroje antyniemieckie. W społeczeństwie coraz powszechniejszym stawało się przekonanie, iż zwycięstwo Rzeszy w wojnie jest sprzeczne z interesami USA. Chodziło m.in. o zagrożenie szlaków handlowych i morskich, które znajdowały się dotychczas pod brytyjską kontrolą. Twierdzenie, że Niemcy mogą wyrosnąć na konkurencyjną potęgę dla USA, potwierdziły niemieckie zabiegi zmierzające do pozyskania niektórych państw Ameryki Łacińskiej. Było to bezpośrednie zagrożenie dla doktryny Monroe’a. Zrozumiała jest zatem rola, jaką odegrał incydent z „depeszą Zimmermanna” w doprowadzeniu Stanów Zjednoczonych do wojny. Kolejnym powodem była prowadzona przez Rzeszę od 1 lutego 1917 r. wojna morska przy użyciu łodzi podwodnych. Niedługo po jej zapowiedzi zatopiono 6 statków amerykańskich. Śmierć obywateli USA nie tylko wzburzyła Amerykanów, ale także zachwiała dotychczasowe poczucie bezpieczeństwa. Po raz pierwszy konflikt skoncentrowany w Europie mógł zagrozić Stanom Zjednoczonym. Prezydent postanowił zrezygnować ze statusu neutralności. Tak więc czynniki gospodarcze, polityczne i psychologiczne zadecydowały o przystąpieniu Stanów Zjednoczonych do wojny. Po raz pierwszy żołnierze amerykańscy przekroczyli Atlantyk, by wziąć udział konflikcie europejskim.

## Europa w wizji Woodrowa Wilsona
Po raz pierwszy amerykański obraz przyszłego porządku międzynarodowego zaprezentowano w 1916 r. w Waszyngtonie na międzynarodowej konferencji. Prezydent USA wyraził swoje przekonanie, że Ameryka zwiąże się z innymi mocarstwami w uniwersalnym związku, wskazywał na zagwarantowanie wolności mórz, rozbrojenie, które często było podkreślane przez Stany Zjednoczone, oraz stworzenie gwarancji neutralności terytorialnej państw: „Małe państwa świata mają równe z wielkimi prawo do poszanowania ich całości i niepodległości. Świat ma prawo zabezpieczyć się przed wszelkimi napaściami, przeciw wszelkim zamachom na prawa narodów”. Wkrótce przeciwdziałanie agresji i łamaniu praw narodów stało się podstawowym elementem powojennych stosunków międzynarodowych w Europie. Prezydent USA wzywał wszystkich do „pokoju bez zwycięstwa”. Niestety było to niemożliwe, ponieważ każdy mówił o pokoju, ale dopiero po własnym zwycięstwie. 22 grudnia 1917 r. na forum Senatu, administracja przedstawiła zarys organizacji powojennego świata. Według niego nowy początek miała wyznaczać nie równowaga sił, ale wspólnota sił. Natomiast zorganizowane współzawodnictwo zastąpić miał zorganizowany wspólny pokój. Dodatkowo 8 stycznia 1918 r. W. Wilson przedstawił swój plan rozwiązania sytuacji w Europie, w którego skład wchodziło 14 punktów. Generalne zasady m.in. wolnego handlu i wolności mórz zawierało pierwsze 5 punktów. Następne 8 dotyczyło terytorialnych regulacji w Europie. Owe punkty uwzględniały weryfikację granic państw bałkańskich opartą na zasadzie samostanowienia narodów i utworzenie niepodległej Polski. Ostatni punkt wzywał do utworzenia stowarzyszenia międzynarodowego. Szeroko rozpowszechnione „punkty Wilsona” zaczęto traktować jako program pokojowy aliantów. W. Wilson po raz kolejny zapowiedział, że Stany Zjednoczone będą służyć doradztwem, przykładem i materialną pomocą w zaprowadzaniu sprawiedliwej demokracji na świecie. Na dowód tego wziął udział w konferencji pokojowej w Paryżu. Stał się pierwszym prezydentem USA, który złożył wizytę na starym kontynencie, w trakcie trwania swojej kadencji.
Jeden z punktów dotyczył utworzenia niepodległej Polski. Tak o tym wypowiadał się W. Wilson: „(…) mężowie stanu wszystkich krajów są zgodni co do tego, że powinna istnieć zjednoczona, niepodległa i samodzielna Polska”. Zastanawiające jest, dlaczego prezydent USA wybrał akurat sprawę polską jako odniesienie do nowego porządku w Europie? Szczególnie, iż W. Wilson, zanim został wybrany na prezydenta, traktował emigrantów polskich jako element gorszy. Opowiadał się również za ograniczeniem napływu Polaków do Ameryki. Przez przyjęcie sprawy Polski, starał się pokazać, że Ameryka dąży do rozwiązania istotnych problemów europejskich. Na taki wybór wpływ miał fakt, iż kwestia odrodzenia Polski nie była uznawana w deklaracjach obu stron walczących jako cel wojenny. Zatem można było użyć tej sprawy jako czynnika realizacji założeń polityki amerykańskiej, ale bez irytowania nadmiernie którejś ze stron. Dodatkowo w systemie amerykańskim, gdzie administracja była poddawana co dwa lata ocenie wyborców, liczna grupa obywateli polskiego pochodzenia musiała być wzięta pod uwagę.

## Lata dwudzieste i trzydzieste XX w.
W latach dwudziestych USA nie wniosły zbytniego wkładu w bezpieczeństwo Europy. W kwestii rozbrojenia, amerykański wysiłek skoncentrowany był na ograniczeniu zbrojeń morskich. Administracja prezydenta Warrena Hardinga, jak i jego następcy Calvina Coolidge’a, dążyły do zmniejszenia rozmiarów uzbrojenia oraz ograniczenia ilości nowo budowanych jednostek pływających kategorii cięższych. W owym czasie odbyło się kilka konferencji, na których regulowano te kwestie. Jednak w wyniku pogwałcenia przez Niemcy postanowień traktatu wersalskiego przez rozbudowę floty, wszystkie wcześniejsze inicjatywy dotyczące ograniczenia wielkości sił morskich okazały się bezużyteczne.
W latach dwudziestych XX w. Ameryka podpisała wiele traktatów arbitrażowych i koncyliacyjnych. Do końca 1929 r. podpisano ich w sumie 70. Pokazuje to, jakie znaczenie administracja amerykańska przypisywała temu sposobowi zapobiegania konfliktom i rozstrzygania sporów. W praktyce jednak prawie żaden z tych aktów nie był wykorzystywany i nie przyczynił się do poprawy sytuacji bezpieczeństwa na świecie.
Lata dwudzieste XX w. były również dla Ameryki walką z imigracją. Obawiano się napływu taniej siły roboczej zza granicy. Dlatego w 1924 r. uchwalono ustawę Johnsona-Reeda (Johnson-Reed Act). Była tak źle pomyślana, że wprowadzenie jej trwało 5 lat, ale ograniczyła masową imigrację. Wzrosła niestety dyskryminacja ludzi innych narodowości. Jeden ze sponsorów ustawy z 1924 r., senator Albert Johnson twierdził, iż „zalew ludzi obcego pochodzenia” był zagrożeniem dla amerykańskich instytucji i Amerykanów. „Nic dziwnego, że Amerykanie wszędzie podkreślają, że ich kraj nie będzie już ofiarował wolnego i nieograniczonego azylu dla reszty świata. Stany Zjednoczone są naszym krajem. Jeśli nawet nie były one krajem naszych ojców, to przynajmniej mogą być- i powinny- krajem naszych dzieci. Mamy zamiar takimi je utrzymać”.
Lata trzydzieste XX w. były dla Stanów Zjednoczonych okresem Wielkiego Kryzysu i próby wyjścia z niego. Dlatego wysiłki amerykańskiej administracji skupione były wokół polityki wewnętrznej. Polityka USA wobec Europy nie zmieniła się do wybuchu wojny.

## II wojna światowa
Po wybuchu II wojny światowej, 3 września 1939 r. Franklin Delano Roosevelt, w cotygodniowej audycji „Pogawędki przy kominku” obiecał, że w Stanach Zjednoczonych nie dojdzie do żadnego uszczerbku dla pokoju. 5 września 1939 r. USA zadeklarowały swoją neutralność. Jednak sytuacja geopolityczna była inna niż w 1914 r. Coraz wyraźniejsze było wsparcie, jakie Stany Zjednoczone udzielały Francji i Wielkiej Brytanii. Szybkie zwycięstwa armii hitlerowskiej oraz zagarnięcie dużych połaci terenów Europy, zmobilizowały Amerykanów do reakcji. Zwiększono liczebność armii amerykańskiej, a przemysł zaczął się przystosowywać do zaspokajania potrzeb wojny. Neutralność Stanów Zjednoczonych stawała się oraz bardziej iluzoryczna. W marcu 1941 r. Kongres USA podjął decyzję o dopuszczeniu oficjalnej pomocy krajom koalicji antyhitlerowskiej uchwalając ustawę Lend-Lease. Jednak przystąpienie USA do II wojny światowej nie było związane z chęcią bronienia demokracji, tylko atakiem Japonii na Pearl Harbor 7 grudnia 1941 r.
Pod koniec II wojny światowej, gdy większa część Europy była zrujnowana, Stany Zjednoczone postanowiły otworzyć swoje rynki zbytu na towary wytwarzane w krajach, które ucierpiały w wyniku działań wojennych. Było to konieczne, by sojusznicy mogli stanąć o własnych nogach i mogli wnieść wkład do obrony Zachodu. Politykę otwarcia amerykańskich rynków na świat kontynuowali prezydenci John F. Kennedy, Lyndon Johnson i Richard Nixon, choć w kraju uważano, że Europa się już odbudowała.
Lata II wojny światowej były początkiem podziału kontynentu europejskiego na strefy wpływów – Stanów Zjednoczonych i ZSRR.

## Harry Truman
Po zakończeniu II Wojny Światowej, fotel prezydenta przejął Harry Truman. Zapoczątkował on politykę powstrzymywania komunizmu 12 marca 1947 r., gdy zadeklarował, że USA pomoże Grecji i Turcji, dając tak odpór wspieranym przez Stalina komunistycznym buntownikom. Swoje przemówienie zakończył historycznym już stwierdzeniem: „Uważam, że polityka Stanów Zjednoczonych musi polegać na udzielaniu wsparta wolnym narodom, które opierają się próbom zniewolenia ich przez uzbrojone mniejszości, bądź też wskutek nacisków z zewnątrz”. Doktryna Trumana polegała na powstrzymaniu rozprzestrzeniania się komunizmu poprzez udzielanie pomocy krajom graniczącym z dawnym obozem komunistycznym.

## Zimna wojna
Wielka Brytania zawsze popierała równowagę sił. Wyszła jednak osłabiona z II wojny światowej i nie była w stanie oprzeć się sile ZSRR. Dawne europejskie mocarstwo jakim była Francja, po wojnie pozostało w jeszcze gorszej sytuacji. Tylko USA dysponowały wystarczającą siłą militarną i gospodarczą, by przeciwstawić się radzieckiej potędze. Okres intensywnego rozwoju polityki europejskiej Stanów Zjednoczonych rozpoczął się, kiedy na czele amerykańskiej dyplomacji stanął George Marshall. To od jego nazwiska nazwano plan Marshalla. Był on początkowo otwarty dla wszystkich państw Europy, znajdujących się w radzieckiej strefie wpływów. Jednak pod wpływem nacisku ze strony Stalina, państwa Europy Wschodniej odrzuciły zaoferowaną im pomoc.
W 1948 r. Stany Zjednoczone poparły koncepcję utworzenia demokratycznych Niemiec Zachodnich na terenie będącym pod kontrolą USA, Wielkiej Brytanii i Francji. W związku z tym ZSRR rozpoczął blokadę zachodnich sektorów Berlina. Zniesiono je dopiero w maju 1949 r. Blokada ta zaostrzyła sytuację do tego stopnia, iż amerykańska administracja zaczęła rozważać powołanie wspólnego z krajami Europy Zach. sojuszu obronnego. Kwestia radzieckiego zagrożenia została podkreślona w programie narodowej strategii Stanów Zjednoczonych w dokumencie NSC-68 z kwietnia 1950 r. Związek Radziecki został scharakteryzowany w nim jako państwo ekspansywne i wojownicze, które w sytuacji osłabienia Stanów Zjednoczonych może pokusić się o użycie swych militarnych sił przeciwko amerykańskim sojusznikom. Tak więc głównym zadaniem USA wobec Europy, było hamowanie ekspansji ZSRR. Wyścig zbrojeniowy z biegiem czasu skupił się głównie na rozbudowie potencjału atomowego. Była to strategia obronna „nowego spojrzenia” zastosowana przez prezydenta Dwighta Eisenhowera. W ten sposób ograniczono wydatki na siły konwencjonalne. Zyskało to aprobatę społeczeństwa mniej już skłonnego do poświęceń.
Pod koniec lat sześćdziesiątych XX w. nastąpiło chwilowe odprężenie w stosunkach z państwami socjalistycznymi. W wyniku czego w 1972 r. podpisano porozumienie SALT I oraz układ o ograniczeniu systemów obrony przeciwrakietowej. W latach siedemdziesiątych natomiast dominowały trzy nurty w polityce bezpieczeństwa Stanów Zjednoczonych: kontynuacja procesu odprężenia (Gerald Ford), przyjęcie twardej linii wobec ZSRR i państw Europy Wschodniej (Ronald Reagan) oraz kontynuacja odprężenia wraz z promowaniem idei ochrony praw człowieka i interesów USA m.in. w „trzecim świecie” (Jimmy Carter). W 1975 r. odbyło się w Helsinkach pierwsze spotkanie w ramach procesu Konferencji Bezpieczeństwa i Współpracy w Europie (KBWE). Wzięło w nim udział większość państw kontynentu europejskiego, Stany Zjednoczone i Kanada. W podjętym dialogu poruszano kwestie przede wszystkim bezpieczeństwa w Europie. Mimo że powstanie i działalność KBWE nie przyczyniły się bezpośrednio do zakończenia „zimnej wojny” w Europie, to Konferencja stała się forum do dyskusji o kwestiach istotnych dla sytuacji międzynarodowych. Stany Zjednoczone szczególnie zaangażowały się w realizowanie carterowskiego programu ochrony praw człowieka. Wytykali ZSRR i innym krajom socjalistycznym, że naruszają ich zobowiązania w tej kwestii, wynikających z porozumienia helsińskiego. Na początku lat osiemdziesiątych zakwestionowano politykę „pokojowego współistnienia” ze Związkiem Radzieckim. W 1983 r. w Waszyngtonie wprowadzono Strategic Defense Initiative (SDI), zwanej również programem „wojen świetlnych”. Zwiększono potencjał militarny USA na kontynencie europejskim.

## NATO
W wyniku blokady zachodnich sektorów Berlina przez ZSRR, w Waszyngtonie USA, Kanada i 10 państw europejskich podpisały traktat Północnoatlantycki (NATO) 4 kwietnia 1949 r. Najważniejszym jego sformułowaniem jest art. 5: „Strony zgadzają się, że zbrojna napaść na jedno lub kilka z nich w Europie lub Ameryce Północnej będzie uważane za napaść przeciwko nim wszystkim; wskutek tego zgadzają się one na to, że jeśli taka zbrojna napaść nastąpi, każde z nich, w wykonaniu prawa do indywidualnej lub zbrojnej samoobrony, uznanym przez art. 51 Karty NZ, udzieli pomocy Stronie lub Stronom napadniętym. NATO dawało gwarancję obrony przed ewentualną agresją oraz zapewniło stałą obecność Stanów Zjednoczonych w Europie. Była to ostateczna zmiana dotychczas prowadzonej polityki USA niewstępowania w sojusze w czasie pokoju. Powstanie NATO oraz chęć utworzenia Niemiec Zachodnich były spoiwem interesów Stanów Zjednoczonych i Europy. W 1955 r. Republika Federalna Niemiec (RFN) została przyjęta do traktatu Północnoatlantyckiego. W odpowiedzi na ten krok, powstał Układ Warszawski. Jednym z najważniejszych zadań członków Sojuszu było rozszerzenie NATO na wschód. Zwracał na to uwagę szef dyplomacji W. Clintona- Warren Christopher. Podczas przemówienia w Senacie USA 4 listopada 1993 r. powiedział, że priorytetem polityki zagranicznej Stanów Zjednoczonych jest odnowienie NATO. Przełomowym momentem była amerykańska inicjatywa w sprawie operacji NATO w Bośni. Zaangażowanie Waszyngtonu w rokowania pokojowe odegrały ważną rolę w zawarciu porozumienia z listopada 1995 r. Praktycznym testem skuteczności euroatlantyckich mechanizmów zapobiegania konfliktom była wojna w byłej Jugosławii. To tutaj Sojusz prowadził swoją pierwszą, rzeczywistą operację militarną.
Ameryka chciała jednak równomiernie rozłożyć koszty obrony międzynarodowej. Dlatego opowiadała się za uznaniem Unii Zachodnioeuropejskiej (UZE) jako europejskiego filaru NATO. Dawało to również możliwość efektywniejszego podejmowania akcji przez kraje europejskie, gdy zaangażowanie USA i NATO okaże się zbędne lub Stany Zjednoczone nie będą chciały się w owe akcje angażować. Funkcjonowanie Unii Zachodnioeuropejskiej w powiązaniu z NATO dawało możliwość korzystania ze środków Sojuszu, było to więc korzystne również dla strony europejskiej. Choć przynależność do Traktatu Północnoatlantyckiego dawała wiele korzyści, trzeba było również spełnić wymogi przedstawiane przez Stany Zjednoczone. Cztery grupy zagadnień związanych z obowiązkami dla nowych członków przedstawił amerykański podsekretarz ds. polityki obronnej W.B. Slocombe w swoim wystąpieniu 14 czerwca 1996 r. Były to m.in. następujące kwestie:
- „NATO jest efektywnym sojuszem militarnym, a nie systemem papierowych gwarancji. Nowi członkowie muszą więc być przygotowani do obrony innych członków Sojuszu.”
- „NATO to sojusz wolnych nacji. Nowi członkowie muszą więc utrzymywać demokrację i zasady wolnego rynku, bronić wolności i praw człowieka oraz respektować suwerenność sąsiadów. Ich siły zbrojne muszą znajdować się pod rzeczywistą cywilną i konstytucyjną kontrolą”.
- „NATO działa na zasadzie konsensusu. Nie oznacza to obowiązku zgody na wszystko, lecz należy brać pod uwagę dobro innych członków”.
- „NATO to organizacja militarna. Nowi członkowie muszą posiadać zdolność efektywnej militarnej współpracy z obecnymi członkami. Nie oznacza to nadzwyczajnych inwestycji w siły zbrojne, bądź rozwój technologii, lecz wiąże się z koniecznością przejrzystości budżetu obronnego, akceptacją natowskiej doktryny obronnej i pracą nad elementami infrastruktury, które są zintegrowane ze wszystkimi członkami, jak np. sprzęt łącznościowy”[46].

Dla Stanów Zjednoczonych NATO jest „kotwicą zaangażowania” na kontynencie europejskim. W ramach natowskich jednostek na starym kontynencie stacjonuje ok. 100 tys. żołnierzy amerykańskich. Sojusz jest postrzegany jako główna instytucja architektury bezpieczeństwa europejskiego.

## Polityka USA wobec Europy Zachodniej
W 1996 r. Ameryka nie odnotowała żadnych zagrożeń dla interesów USA w Europie. Do owych interesów zaliczają się:
- „brak zagrożenia dla Europy, przejawiającego się ekspansywną i dominującą rolą któregoś z państw”.
- „istnienie niezależnych i dobrze prosperujących państw zaliczanych do europejskich sojuszników USA”.
- „kontynuacja funkcjonowania NATO jako skutecznego polityczno-militarnego sojuszu”[47].

W związku z powyższymi założeniami, w USA pojawiła się tendencja do zrzucania części odpowiedzialności za bezpieczeństwo kontynentu na kraje europejskie. Podczas wojny Stany Zjednoczone, były jedyną siłą mogącą przeciwstawić się władczym dążeniom Związku Radzieckiego. Musiały więc ponosić znaczną część kosztów odgrywania takiej roli. Jednak w drugiej połowie XX w. Amerykanie optowali za zdjęciem z USA części obciążeń, ale bez utraty kontroli nad kształtowaniem bezpieczeństwa Europy. Wkład Stanów Zjednoczonych w bezpieczeństwo starego kontynentu miał być oparty na pięciu fundamentach. Pierwszym z nich była adaptacja NATO do nowych warunków i związanych z nimi zadań, w tym reformy wewnętrzne oraz stopniowe i otwarte rozszerzanie Sojuszu. Drugim- włączenie Rosji do szeroko pojętej europejskiej architektury gospodarczej i bezpieczeństwa. Następnym- wzmocnienie Organizacji Bezpieczeństwa i Współpracy w Europie. Kolejnym- zwiększenie i wzmocnienie amerykańsko- europejskich związków ekonomiczno- politycznych oraz globalnego partnerstwa, wsparcie dla integracji europejskiej i rozszerzenia Unii Europejskiej. Ostatnim- włącznie Kongresu USA, sektora prywatnego i zwykłych amerykańskich obywateli do wspólnych wysiłków dla zapewnienia kontynuacji roli Ameryki jako „europejskiego mocarstwa”.

## Stosunek USA wobec UE
Polityka Stanów Zjednoczonych wobec Unii Europejskiej cechowała się poparciem rozwoju i rozszerzenia takiej formy współpracy państw europejskich. Jednak rozczarowanie Amerykanów ograniczonymi możliwościami prowadzenia skutecznej polityki bezpieczeństwa przez UE, spowodowało przez wiele lat powściągliwą politykę USA wobec integracji europejskich. Przemówienie B. Clintona we francuskim Zgromadzeniu Narodowym w czerwcu 1994 r. było sygnałem zmiany takiego podejścia. Potwierdził on gotowość Stanów Zjednoczonych do wsparcia procesów integracyjnych w Europie. Potwierdzeniem takiej decyzji Waszyngtonu było wystąpienie W. Christophera w Madrycie 1995 r., w którym znalazło się poparcie dla integracji europejskich, w tym również umacnianie europejskiej tożsamości w dziedzinie bezpieczeństwa i obrony oraz rozszerzenia Unii Europejskiej. Najdonioślejszym wyrazem poparcia rozwoju Unii przez Stany Zjednoczone był szczyt UE- USA w grudniu 1995 r. w Madrycie. Na owym szczycie zawarto porozumienie „New Transatlantic Agenda” (Nowy Program Transatlantycki), na który składają się dwa dokumenty, które poruszyły kwestie ekonomiczno-społeczne i zagadnienia dotyczące zacieśniania związków Ameryki z Europą w dziedzinie bezpieczeństwa. Dokumenty te to: „The New Transatlantic Action Plan” (Nowy Transatlantycki Plan Działania) i “Joint EU/US Action Plan” (Wspólny UE/USA Plan Działania). Zawierały one inicjatywy, które Stany Zjednoczone i Unia Europejska planowały podjąć wspólnie. Z punktu widzenia Europy, bardzo ważne były zobowiązania dotyczące promocji pokoju i stabilizacji, demokracji i rozwoju. Zwłaszcza istotne było współdziałanie na rzecz stabilnej i prosperującej Europy m.in. przywrócenie pokoju w byłej Jugosławii, wsparcie demokratycznych przemian w krajach Europy Środkowo-Wschodniej, w Rosji, na Ukrainie i w Turcji. Ponadto w porozumieniu szeroko potraktowano kwestie współpracy ekonomicznej m.in. plan utworzenia New Transatlantic Marketplace (Nowy Rynek Transatlantycki) oraz współdziałanie w licznych kwestiach społecznych np. walka z terroryzmem, ochrona zdrowia, imigracja, walka z przestępczością zorganizowaną i rozpowszechnieniem narkotyków. Podkreślić należy, iż nigdy dotąd Stany Zjednoczone i Europa nie zawarły porozumienia, w którym równie szczegółowo przedstawiłyby plan swoich wspólnych przedsięwzięć.
Silnie w „New Transatlantic Agenda” zaangażowały się Niemcy. Państwo to stało się potęgą gospodarczą, z którą współpraca stała się bardzo istotna dla Waszyngtonu. Można zaobserwować zbieżność priorytetów polityki bezpieczeństwa RFN i USA. Oba te państwa optowały za rozszerzeniem NATO i UE na wschód oraz wspierały demokratyczne reformy w Rosji.
Wieloletnim już i tradycyjnym partnerem Stanów Zjednoczonych była Wielka Brytania. Podstawowym wymiarem tego partnerstwa jest współpraca militarna. Wielka Brytania jako jedyne państwo uzyskała dostęp do wybranych zaawansowanych amerykańskich technologii nuklearnych. Oba te państwa są przekonane, że ich współpraca powinna jakościowo przewyższać typowe stosunki między członkami NATO.
Sukcesem, podkreślanym przez USA, było zobowiązanie państw starego kontynentu do szerszego zaangażowania się w sprawy poza granicami Europy. Głównie w regionie Środkowego Wschodu oraz w ogólnoświatowe problemy np. w zwalczanie terroryzmu i przestępczości. Pomogło to Stanom Zjednoczonym wyrównać koszty kontrolowania stabilizacji sytuacji globalnej.

## Polityka USA wobec Rosji
Rosja w oczach Ameryki była najistotniejszym czynnikiem wpływającym na bezpieczeństwo w Europie i na świecie. W. Christopher stwierdził, że: „z punktu widzenia długofalowego bezpieczeństwa USA żadne stosunki nie są dla stanów Zjednoczonych ważniejsze od strategicznych stosunków z Rosją”. Wiąże się to m.in. z ogromnym potencjałem militarnym, a w szczególności nuklearnym Federacji Rosyjskiej.
Rozpad ZSRR w 1991 r. dał Stanom Zjednoczonym okazje ugruntowania swojej pozycji jako jedyne supermocarstwo o charakterze globalnym. Amerykanie podjęli politykę promowania możliwie szerokiej pomocy krajom byłego ZSRR, jeszcze za kadencji Georga H. W. Busha. W przemówieniu ówczesnego sekretarza stanu J. Bakera w grudniu 1991 r. sojusznikom amerykańskim przedstawiona została inicjatywa „wspólnego zobowiązania”. W związku z ową inicjatywą wystąpiono do nich o pomoc w kontroli i zniszczeniu militarnych pozostałości „zimnej wojny”, w budowie demokracji i politycznego pluralizmu, w osiągnięciu ekonomicznej stabilizacji na terenie byłego ZSRR z udziałem sił działających na rzecz wolnego rynku.
W 1992 r., w szeregu konferencji międzynarodowych, Stany Zjednoczone zabiegały o pomoc krajom postradzieckim. Ważnym zadaniem stało się uregulowanie kwestii uczestnictwa nowo powstałych państw w porozumieniach rozbrojeniowych. Przy poparciu USA, byłe republiki radzieckie przystąpiły do Traktatu o Konwencjonalnych Siłach Zbrojnych w Europie (CPE). W październiku tego samego roku Kongres stanów Zjednoczonych uchwalił specjalną ustawę „FREEDOM Support Act” (O poparciu dla wolności). Regulowała ona zasady i warunki, na podstawie których USA podejmuje decyzję o udzieleniu pomocy Rosji i innym państwom byłego ZSRR. W ustawie przedstawione zostały koncepcje stosunków ekonomicznych i pomocy gospodarczej. W kwestiach bezpieczeństwa zaoferowano pomoc w przekształceniu potencjału zbrojeniowego, w ponoszeniu kosztów redukcji niektórych rodzajów broni oraz ulepszeniu systemów zabezpieczenia arsenałów broni uznanej za niebezpieczną. Zapowiedzi pomocy Stanów Zjednoczonych zostały entuzjastycznie przyjęte w Rosji i innych państwach byłego ZSRR. Społeczeństwo wiązało z nimi nadzieje na polepszenie trudnych warunków życia. Jednak oczekiwania znacznie przerosły rzeczywistą pomoc i jej odczuwalne skutki. Fakt ten ujemnie wpłynął na sytuację w stosunkach USA- Rosja. Dla Stanów Zjednoczonych bardzo ważny był ciągły dialog z Rosją. W latach 1995–1996 odbyło się wiele spotkań prezydentów, ministrów Spraw Zagranicznych Rosji i USA. Jednym z celów tych spotkań było zademonstrowanie chęci kontynuacji rozmów z Rosją ze strony amerykańskiej.

## Polityka USA wobec Europy Środkowo-Wschodniej
Cele polityki Stanów Zjednoczonych wobec Europy Środkowo-Wschodniej (EŚW) zostały przedstawione w wystąpieniu sekretarza stanu ds. Europy i Kanady we wrześniu 1994 r. Zaliczono do nich: popieranie rozwoju demokracji, pomoc w budowaniu gospodarki rynkowej, stabilizację bezpieczeństwa m.in. przez rozszerzenie działalności NATO na wschód. W swej polityce wobec państwa byłego ZSRR, Stany Zjednoczone ograniczyły się głównie do uważnej obserwacji posunięć rosyjskich w stosunku do tych krajów. Pewne zaniepokojenie wywołało podpisanie układu stowarzyszeniowego między Białorusią a Rosją w kwietniu 1996 r. Nie spowodowało to jednak zbyt gwałtownych reakcji Waszyngtonu. Uważał on bowiem, że „Układ o powołaniu Stowarzyszenia” stanowi „wolę dwu formalnie niezawisłych państw i mimo iż zachodzące nierówności w potencjałach obu stron daje podstawy do stwierdzenia, że formułuje on swojego rodzaju podległość w stosunkach międzynarodowych, to nie jest on niezgodny z zasadami panującymi w stosunkach międzynarodowych”. Z punktu widzenia USA to powiązanie Mińska z Rosją nie stanowiło większego zagrożenia. Inaczej było w przypadku Ukrainy.
Przez dłuższy czas w Waszyngtonie patrzano na Ukrainę przez pryzmat znajdującej się tam postradzieckiej broni nuklearnej i zagrożenia wynikającego z braku możliwości zabezpieczenia tego arsenału przez władze ukraińskie. USA obawiało się również nacisków ze strony rosyjskiej, na bliższe związanie Ukrainy z Federacją Rosyjską, ponieważ w Rosji nadal istniały silne tendencje do odtworzenia dawnego mocarstwa. Pozbycie się arsenałów nuklearnych przez rząd w Kijowie, spowodowało szersze potraktowanie znaczenia Ukrainy w polityce zagranicznej Stanów Zjednoczonych. Teraz Ukraina była krajem nieatomowym. W 1995 r. Stany Zjednoczone podjęły energiczne kroki w celu zacieśnienia stosunków z Ukrainą. Niepodległość Ukrainy została nawet umieszczona na liście strategicznych celów polityki USA. Ameryka z zadowoleniem przyjęła zaangażowanie się Kijowa w rozwój stabilizacji na kontynencie, jak i dobrze rozwijającą się współpracę Ukrainy z Polską.

## Postępujące uzależnienie Stanów Zjednoczonych
Z czasem jednak wzrastało uzależnienie Stanów Zjednoczonych od innych państw europejskich i azjatyckich. USA nie było już tak niezależne, jak podczas I wojny światowej. Do 2000 r. cudzoziemcy stali się właścicielami 13% amerykańskiego rynku akcji, 22% korporacji, 24% obligacji spółek i 48% amerykańskiego rynku finansowego. Nie podobało się to wielu Amerykanom. „Cudzoziemcy wykorzystują nasz deficyt handlowy, wynoszący 1 mld dolarów dziennie, na wykupywanie amerykańskich firm” – tak pisał amerykański felietonista, Paul Craig Roberts. – „W roku 2000 97% bezpośrednich inwestycji dokonanych przez cudzoziemców polegało na wykupywaniu obecnego amerykańskiego majątku. Tracimy nie tylko miejsca pracy w przemyśle, tracimy prawo własności naszych firm”.
Pat Choate, autor książki „Agents of Influence”, podaje następujące uzależnienie Stanów Zjednoczonych od obcych dostaw artykułów:
- lekarstwa i farmaceutyki – 72%
- maszyny do obróbki metali – 51%
- silniki i urządzenia energetyczne – 56%
- urządzenia komputerowe – 70%
- urządzenia komunikacyjne – 67%
- półprzewodniki i elektronika – 64%[61]